# Список городов Род-Айленда

Муниципалитеты Род-Айленда

Ниже представлен список городов американского штата Род-Айленд.

## Общие сведения
Род-Айленд является самым маленьким по площади штатом США (3144 км², из которых 13,9 % занимают открытые водные пространства), но при этом там проживают 1 098 163 человека (2020). Штат разделён на 39 муниципалитетов: 8 городов и 31 малый город. Внутри некоторых городов существуют образования со статусом «статистически обособленная местность», но со статусом «невключённая территория», как в других штатах, нет.

Для инкорпорации населённого пункта со статусом «город» или «малый город» минимальных ограничений по количеству жителей нет.

Род-Айленд и Гавайи — единственные штаты США, в которых все без исключения инкорпорированные населённые пункты имеют население более 1000 человек.

Столица штата — город Провиденс: самый густонаселённый город штата, но лишь 23-й по площади; а также 5-й по возрасту основания.

## «Рекордсмены»
- Самый старый город (основан): Камберленд — в 1635 г.
- Самый старый город (инкорпорирован как town): Провиденс — в 1636 г.
- Самый молодой город (основан): Наррагансетт — в 1888 г.
- Самый молодой город (инкорпорирован): Уэст-Уорик — в 1913 г.
- Самый густонаселённый город: Провиденс — 179 883 чел.
- Самый малонаселённый город: Нью-Шорем[англ.] — 1051 чел.
- Самый большой по общей площади: Нью-Шорем — 283,6 км² (суша — 25,2 км²).
- Самый большой по площади суши: Ковентри — 161,5 км²  (суша — 154,2 км²)[2].
- Самый маленький по площади: Сентрал-Фоллз[англ.] — 3,3 км².

## Список
Сортировка по умолчанию — по количеству жителей. Также любой столбец можно отсортировать по алфавиту/в обратном порядке (по убыванию/возрастанию), нажав на заглавие столбца.
| Название       | Округ     | Население, чел. | Площадь, км² | Год основания Год(ы) инкорпорации | Комментарии, ссылки |
| -------------- | --------- | --------------- | ------------ | --------------------------------- | --- |
| Провиденс      | Провиденс | 179 883         | 53,31        | 1636 , 1832                       | Столица штата и округа, самый густонаселённый город штата, один из самых старых городов страны. Третий по кол-ву жителей город Новой Англии.                                                                                       |
| Кранстон       | Провиденс | 81 456          | 77,75        | 1754 , 1910                       | В городе находится центр населённости штата. |
| Уорик          | Кент      | 81 004          | 128,85       | 1642 1647, 1931                   | |
| Потакет        | Провиденс | 72 117          | 23,22        | 1671 , 1886                       | В городе находится Мельница Слейтера — «место рождения промышленной революции в США». |
| Ист-Провиденс  | Провиденс | 47 618          | 43,01        | 1812 1862, 1958                   | |
| Вунсокет       | Провиденс | 41 751          | 20,56        | 1867 , 1888                       | Самый северный город штата. |
| Ковентри       | Кент      | 34 988          | 161,5        | 1639 1741 или 1743                | Самый большой по площади суши город штата. |
| Камберленд     | Провиденс | 34 529          | 73,2         | 1635 1746                         | |
| Норт-Провиденс | Провиденс | 32 559          | 15,1         | 1636 1765                         | |
| Саут-Кингстаун | Вашингтон | 30 826          | 206,6        | 1657 1722 или 1723                | |
| Джонстон       | Провиденс | 29 332          | 63,1         | 1636 1759                         | В городе находится «Центральная свалка» — сюда поступает более 90 % ТБО штата. |
| Уэст-Уорик     | Кент      | 28 852          | 21           | 1648 1913                         | Самый молодой город штата по инкорпорации. Отделился в 1913 г. от города Уорик по политическим мотивам. |
| Норт-Кингстаун | Вашингтон | 26 320          | 151,1        | 1641 1674                         | Город известен производством «Куонсетских ангаров». |
| Ньюпорт        | Ньюпорт   | 24 334          | 29,47        | 1639 , 1784                       | Место проведения первых открытых чемпионатов США по теннису и по гольфу. Место проведения регаты «Кубок Америки» с 1930 по 1983 гг. С 1953 по 1963 гг. в городе находились «летние Белые дома» Дуайта Эйзенхауэра и Джона Кеннеди. |
| Уэстерли       | Вашингтон | 22 693          | 193,8        | 1661 1669                         | |
| Бристол        | Бристол   | 22 357          | 53,4         | 1680 1681 и 1747                  | |
| Линкольн       | Провиденс | 21 670          | 49,1         | 1650 1871                         | До 1871 г. был частью города Смитфилд. |
| Смитфилд       | Провиденс | 21 632          | 71,9         | 1636 1730                         | |
| Сентрал-Фоллз  | Провиденс | 19 568          | 3,3          | 1730 1895                         | Самый маленький по площади город штата. Имея плотность населения 6333 чел/км², занимает 27-е место в списке городов США по плотности населения. В 2011 г. город признан банкротом.                                                 |
| Портсмут       | Ньюпорт   | 17 373          | 153,6        | 1638 1640                         | |
| Бёрриллвилл    | Провиденс | 16 303          | 148          | 1730 1806                         | |
| Баррингтон     | Бристол   | 16 240          | 39,9         | 1653 1717, 1747, 1770             | |
| Мидлтаун       | Ньюпорт   | 16 051          | 38,7         | 1639 1743                         | |
| Тивертон       | Ньюпорт   | 15 780          | 94,1         | 1694 1746                         | |
| Наррагансетт   | Вашингтон | 15 504          | 97,8         | 1888 1901                         | Самый молодой город штата (по году основания). В летние месяцы население увеличивается до 34 000 чел. |
| Ист-Гринуич    | Кент      | 13 128          | 43,3         | 1677                              | До 1741 г. существовал вместе с городом Уэст-Гринвич как одно целое под именем Гринвич. |
| Норт-Смитфилд  | Провиденс | 12 314          | 64,1         | 1730 1871                         | |
| Ситчуит        | Провиденс | 10 549          | 141,9        | 1710 1731                         | |
| Уоррен         | Бристол   | 10 487          | 22,4         | 1680 1747                         | |
| Глостер        | Провиденс | 9994            | 147,2        | 1639 1731                         | |
| Хопкинтон      | Вашингтон | 8109            | 114          | 1639 1757                         | |
| Чарлстаун      | Вашингтон | 7773            | 153,6        | 1669 1738                         | |
| Ричмонд        | Вашингтон | 7741            | 105,6        | 1669 1747                         | |
| Эксетер        | Вашингтон | 6527            | 151,2        | 1641 1743                         | В 1892 г. в городе произошёл один из наиболее хорошо задокументированных случаев эксгумация трупа для того, чтобы выполнить ритуалы изгнания нежити.                                                                               |
| Уэст-Гринвич   | Кент      | 6179            | 132,9        | 1639 1741                         | До 1741 г. существовал вместе с городом Ист-Гринвич как одно целое под именем Гринвич. |
| Джеймстаун     | Ньюпорт   | 5482            | 91,5         | 1639 1678                         | |
| Фостер         | Провиденс | 4698            | 134,3        | 1636 1730, 1781                   | |
| Литл-Комптон   | Ньюпорт   | 3518            | 74,9         | 1675 1682, 1746                   | |
| Нью-Шорем      | Вашингтон | 1051            | 283,6        | 1664 1672                         | Самый маленький по количеству жителей город штата, но в то же время самый большой по общей площади. |